# Caladenia minor
Caladenia minor é uma espécie de orquídea, família Orchidaceae, do sudeste da Austrália e Nova Zelândia, onde cresce isolada, em grupos pequenos, ocasionalmente em touceiras, em charnecas, florestas de eucaliptos, e bosques. Apresentam calos com ápices grandes e globulares, os basais maiores e de cores diferentes dos distais. São plantas com uma única folha basal pubescente muito estreita e uma inflorescência rija, fina e pubescente, com até cinco flores pubescentes, com labelo trilobulado. Normalmente suas sépalas laterais e pétalas ficam todas dispostas para um mesmo lado como os dedos da mão.

## Publicação e sinônimos
- Caladenia minor Hook.f., Fl. Nov.-Zel. 1: 247 (1853).

Sinônimos homotípicos:
- Caladenia carnea var. minor (Hook.f.) Hatch, Trans. & Proc. Roy. Soc. New Zealand 76: 368 (1945).
- Caladenia catenata var. minor (Hook.f.) W.M.Curtis, Stud. Fl. Tasman. 4A: 133 (1979).
- Petalochilus minor (Hook.f.) D.L.Jones & M.A.Clem., Orchadian 13: 410 (2001).

Sinônimos heterotípicos:
- Caladenia carnea var. pygmaea R.S.Rogers, Trans. & Proc. Roy. Soc. South Australia 51: 13 (1927).